# Sabine Peters
Pour les articles homonymes, voir Peters.
Sabine Peters (née le 29 janvier 1913 à Berlin, morte le 10 octobre 1982 à Munich) est une actrice allemande.

## Biographie
Après des études de théâtre auprès d'Ilka Grüning en 1932, la fille d'un commerçant intègre directement à 19 ans l'ensemble du Theater am Kurfürstendamm dirigée par Agnes Straub, où elle est engagée jusqu'en 1938. 
Cette année-là, elle fait ses débuts au cinéma dans le film Huit jeunes filles en bateau. Elle se fait connaître en 1936 avec Seize ans, où elle incarne une jeune fille égoïste qui essaie par tous les moyens d'empêcher le remariage de sa mère interprétée par Lil Dagover. Familier des rôles classiques au théâtre, elle apparaît devant la caméra en 1937 dans l'adaptation de Der Biberpelz de Gerhart Hauptmann.
Sabine Peters épouse le chanteur d'opéra Willi Domgraf-Fassbaender. Leur fille Brigitte Fassbaender, née en 1939, sera chanteuse classique. Elle eut auparavant une liaison avec l'acteur Leo Reuss, lui aussi membre de la compagnie d'Agnes Straub.
Après 1945, Sabine Peters apparaît principalement au théâtre. Son dernier rôle est en 1980 dans l'adaptation télévisée de Die Weber dans le rôle de Mme Hilse.

## Filmographie

### Cinéma
- 1932 : Jeunes Filles en bateau d'Erich Waschneck
- 1932 : Traum von Schönbrunn
- 1933 : Reifende Jugend
- 1934 : Konjunkturritter (de)
- 1934 : Meine Frau, die Schützenkönigin
- 1934 : Der Schrecken vom Heidekrug
- 1934 : Aufschnitt
- 1936 : Das Schloß in Flandern
- 1936 : Seize ans
- 1936 : Patentkunstschloß
- 1936 : Fahrerflucht
- 1936 : Die Hochzeitsreise
- 1937 : Die gläserne Kugel (de)
- 1937 : On parle de Jacqueline
- 1937 : Die Kronzeugin
- 1937 : Huis clos
- 1937 : Fremdenheim Filoda
- 1937 : Der Biberpelz
- 1938 : L'Énigme de Beate (de)
- 1938 : Quatre Filles courageuses
- 1938 : La Nuit décisive
- 1938 : Preußische Liebesgeschichte (de)
- 1938 : Ein Lied von Liebe
- 1940 : Herz ohne Heimat
- 1941 : Le Musicien errant
- 1942 : Die heimlichen Bräute
- 1943 : Floh im Ohr
- 1944 : Ein schöner Tag
- 1944 : Ich bitte um Vollmacht
- 1949 : Les Noces de Figaro (de)
- 1949 : Der Posaunist

### Télévision
- 1980 : Die Weber (de)
- 1980 : Unsere heile Welt – Kleine Schule für große Leute

## Crédit d’auteurs
- (de) Cet article est partiellement ou en totalité issu de l’article de Wikipédia en allemand intitulé « Sabine Peters (Schauspielerin) » (voir la liste des auteurs).